# Midsteeple

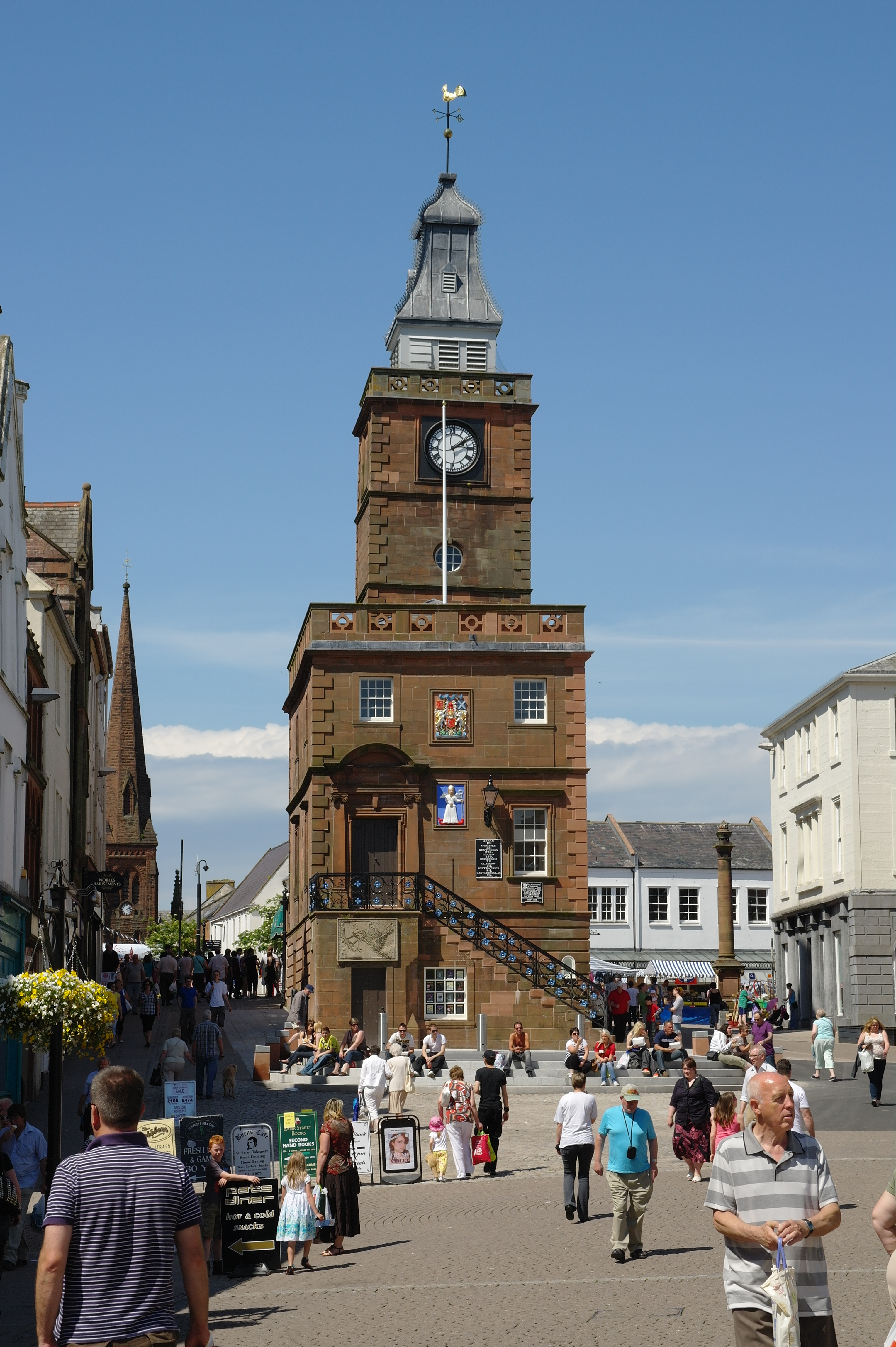
Midsteeple

Der Midsteeple ist das ehemalige Rathaus der schottischen Stadt Dumfries in der Council Area Dumfries and Galloway. 1961 wurde das Bauwerk in die schottischen Denkmallisten in der höchsten Denkmalkategorie A aufgenommen.

## Geschichte
Zu Beginn des 18. Jahrhunderts wurde beschlossen, das alte Rathaus der Stadt durch einen Neubau zu ersetzen. Mit dem Bau des Midsteeple nach einem Entwurf des Liverpooler Architekten John Moffat wurde 1705 begonnen. Ursprünglich sollte James Smith mit der Planung betraut werden, dieser konnte sich des Projekts auf Grund anderweitiger Verpflichtungen nicht annehmen. Die bis 1707 andauernden Arbeiten führte der aus Alloa stammende Steinmetz Tobias Bachup aus. Das nahegelegene Vorgängerbauwerk wurde um 1719 abgebrochen. Einzig das Gefängnis blieb noch bis ins späte 18. Jahrhundert erhalten.
Der Midsteeple wurde im Laufe der Jahrhunderte mehrfach umgestaltet und modernisiert. Zuletzt 1909 durch James Barbour. Bereits im frühen 20. Jahrhundert wurde das Gebäude nicht mehr als Rathaus genutzt. Ebenerdig waren Ladengeschäfte und in den Obergeschossen Werkstätten eingerichtet. Der Innenraum wurde 1970 als verfallen beschrieben.

## Beschreibung
Das dreistöckige Gebäude liegt an der High Street nahe der Trades Hall im Stadtzentrum. Es weist einen länglichen Grundriss mit Seitenlängen von etwa 10,2 m und 5,8 m auf. An der Nordwestseite schließt ein Glockenturm an. Dieser erhebt sich von einer quadratischen Grundfläche mit einer Seitenlänge von etwa 5,2 m. Er überragt das ehemalige Rathaus um drei, durch Gurtgesimse optisch getrennte Stockwerke. Der Turm schließt mit einer geschwungenen Haube mit Wetterfahne.
Das Mauerwerk besteht aus Quadern vom roten Sandstein, die zu einem Schichtenmauerwerk mit einer durchschnittlichen Mächtigkeit von rund 1,4 m gelegt wurden. Die Ecksteine sind rustiziert. Der Eingang befindet sich im ersten Obergeschoss an der Südostseite. Er ist über eine entlang der Außenmauer verlaufende Treppe mit schmiedeeiserner Balustrade zugänglich. Das Portal mit Pilastern schließt mit Fries und Gesimse. Es stammt aus dem Jahre 1909 und folgt in seiner Gestaltung grob den ursprünglichen Plänen. Mittig sind in die Fassade zwei Wappenplatten eingelassen.